# Copris serius
Copris serius là một loài bọ cánh cứng trong họ Bọ hung (Scarabaeidae).